# Seram
Seram (korábbi nevén Ceram, de gyakran nevezik Serannak, vagy Serangnak is) Indonézia Maluku tartományának egyik szigete, északra az Ambon-szigettől. Legfontosabb városa Masohi.

## Földrajza
A sziget a Banda- és a Ceram-tenger között fekszik, Új-Guineától nyugatra, Burutól keletre. Területe nagyjából 17 100 km², alakja kelet-nyugati irányban elnyúló, mintegy 340 km hosszú és mindössze 60 km széles. Legmagasabb pontja a szigeten végigvonuló, esőerdővel borított hegység egyik csúcsa, a Mount Binaya a maga 3019 méterével.

## Élővilága
A sziget élővilága híresen gazdag, számos endemikus fajjal. Különösen a lepkéiről és madárvilágáról híres, utóbbiak közé értve az Ambon-királypapagájt és a serami varjút (Corvus violaceus) is.

## Történelme
A 15–16. század között Seram a Fűszer-szigetek sokáig legdominánsabb szigetének Ternatenak a befolyása alatt állt, bár irányítása gyakran a közelibb, Ternate vazallus államának számító Buruból történt. Az európaiak közül elsőként a portugálok érték el a szigetet, a 16. század végén misszionárius tevékenységük egyre erősödött. Hollandia első kereskedőtelepeit a 17. század elején hozta létre, 1650 körül a sziget teljes területe holland felségterületnek számított már. Az 1780-as években Seram az egyik legfőbb támogatója volt a tidorei Nuku herceg vezette, a holland gyarmatosítás ellen irányuló hosszan tartó lázadásnak. 

## Gazdasága
A sziget alsóbb régióiban koprát, szágópálmát és fűszereket termesztenek, melyek a halászattal együtt a sziget exportjának nagy részét jelentik.
A sziget északkeleti felén, Bulához közel olajkitermelés folyik.